# Máriaradnai kolostor
A máriaradnai kolostor Mária-hegyhely, a Temesvári egyházmegye legfontosabb búcsújáró helye az Aradtól 30 km-re keletre található, közigazgatásilag Lippához besorolt Máriaradnán. Templomát 1992-ben II. János Pál pápa basilica minorrá nyilvánította. Műemléki védelem alatt áll; a romániai műemlékek jegyzékében a AR-II-a-A-00616 sorszámon szerepel.

## Története
Máriaradna története az Anjou-házig nyúlik vissza: Károly Róbert király telepítette le itt a ferenceseket.

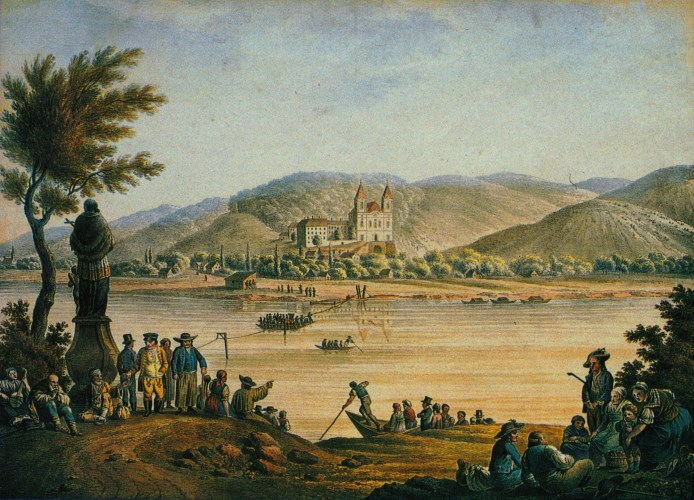
Máriaradna 1820 körül

Az Osztrák–Magyar Monarchia idejében Mariazell mellett a legrangosabb búcsújáróhelynek számított. Kolostorát egykor harminc ferences lakta, akik a kegyhely mellett három-négy vármegyében szolgáltak népmissziók keretében.
1992. augusztus 28-án II. János Pál pápa basilica minor rangra emelte.
Az 1950-es évek elején kilenc hónapig mintegy száz ferences és százötven szerzetesnővér kényszerlakhelyéül jelölték ki. Bár a hatóságok megpróbálták kiéheztetni őket, hogy „önként” hagyják el a rendet, a falvak népe titokban ellátta őket. A kommunista időszakban megpróbálták ellehetetleníteni a búcsújáróhelyet, többek között ebből a célból Máriaradna községet Lippához csatolták, valamint a kegyhely búcsúnapján, Szent Anna ünnepén a dolgozóknak nem adtak ki szabadságot. Ennek ellenére mindig érkeztek zarándokok, például az augusztus 23-i román nemzeti ünnep adta hosszú hétvégét kihasználva. A mintegy 50 kilométerre fekvő Szentanna faluból például 1000–1200 fős zarándokcsoport tette meg gyalogosan az utat minden évben, rezesbanda kíséretében.
Az 1989-es romániai forradalom után a ferencesek fokozatosan visszavették az épületegyüttest, de létszámhiány miatt a Temesvári egyházmegye gondjaira bízták. 2013-ban 13 millió euró forrást nyert el európai uniós pályázaton a kegyhely felújítására.

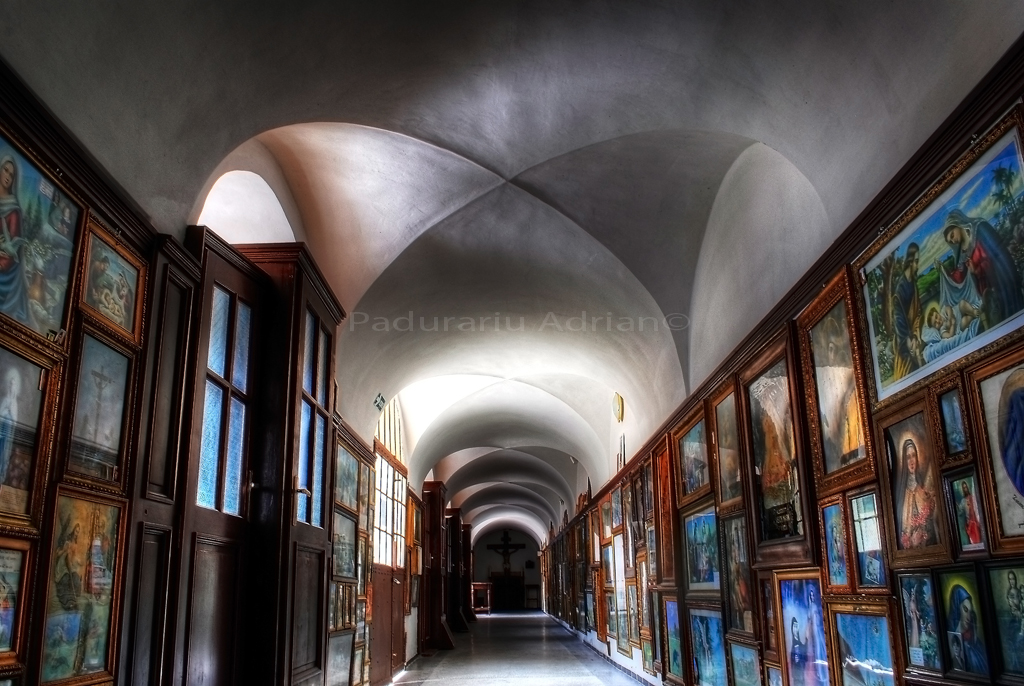
Kiállítás a kolostorban

## Leírása

### Külső kép
A máriaradnai templom és kolostor a Maros völgye fölé emelkedő dombra épült. A kéttornyú kegytemplom barokk stílusban épült, hatvanegynéhány méter magas. A kolostor épülete háromszintes.

### Belső tér

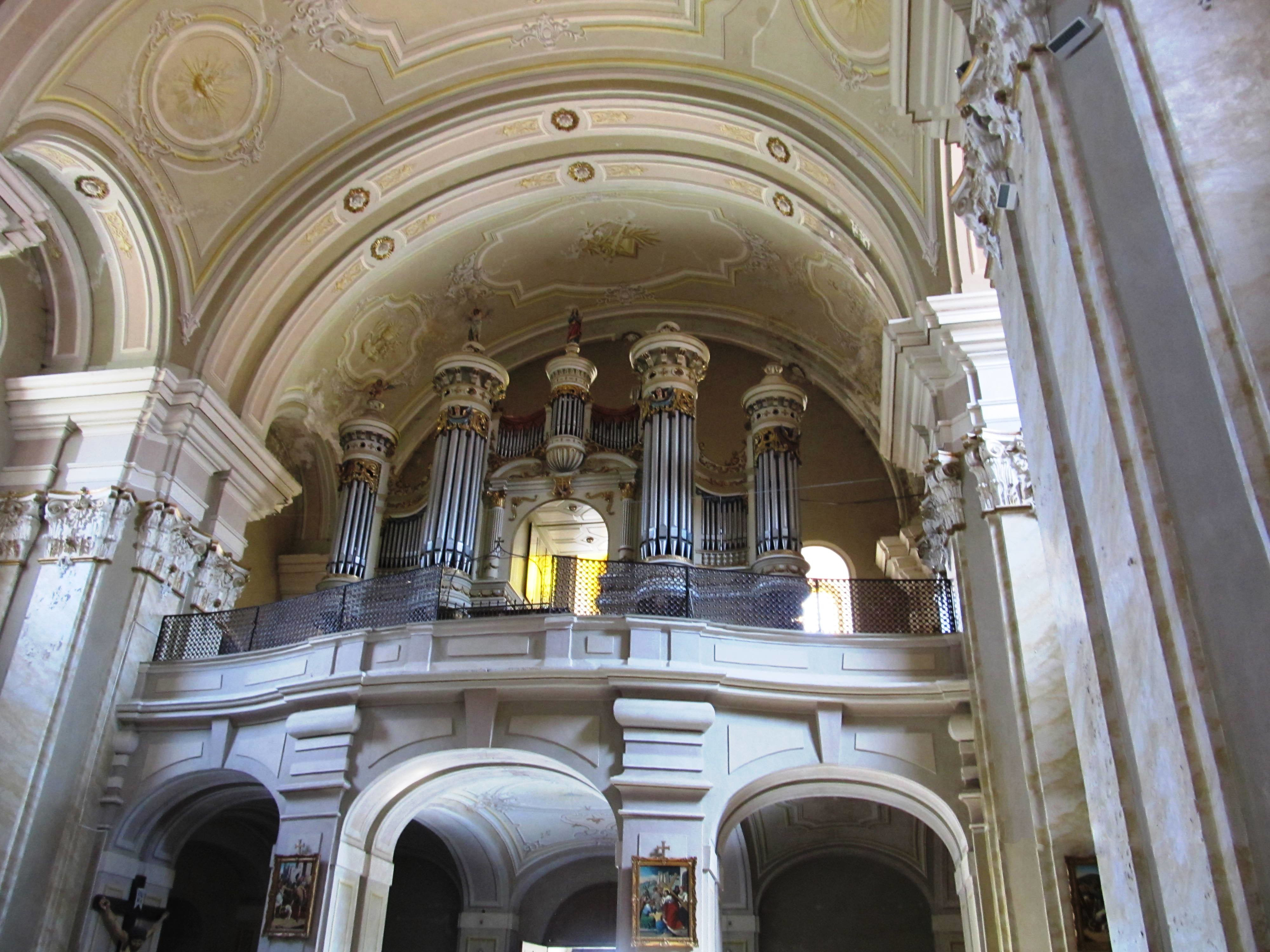
A kegytemplom orgonája

A templom kegyképe Itáliából származik. Rokokó foglalatát Mária Terézia utasítására a bécsi udvari ötvös készítette 30 kg ezüst felhasználásával; a Szűzanya és a Kisjézus koronáját Rudnay Sándor esztergomi érsek – korábbi erdélyi püspök – adományozta, akinek végakarata szerint a szívét is itt őrzik.
A Szent Anna-oltár mellett áll II. János Pál pápa 2,4 méteres, egész alakos szobra, melyet boldoggá avatása alkalmából állítottak.
Orgonáját a Wegenstein Lipót és Fiai Orgonagyár építette 1910-ben.

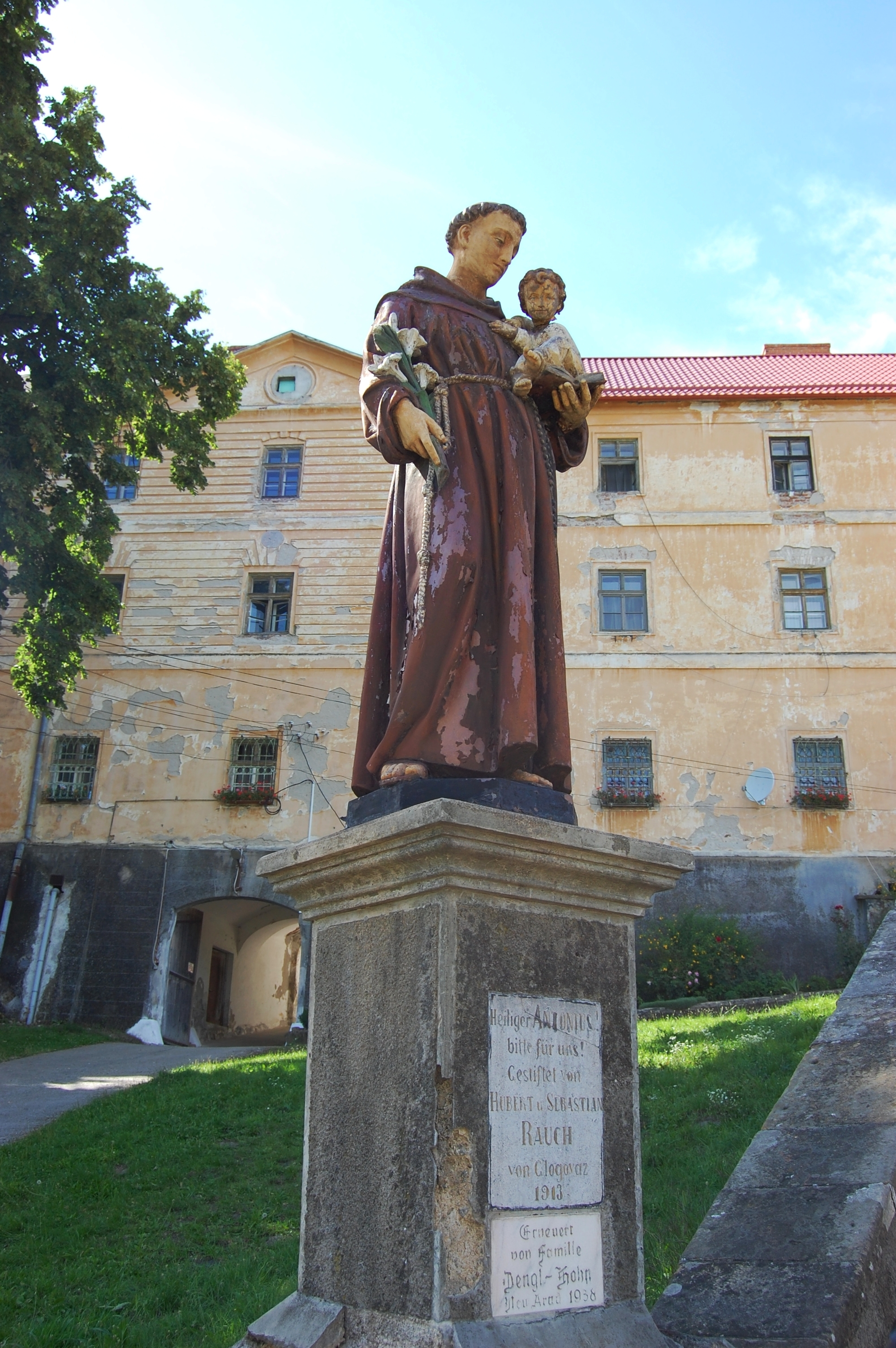
Páduai Szent Antal szobra

## Hitélet
A kegyhelyet ma mintegy 100 000 hívő keresi fel évente, 15–20%-uk Magyarországról (főként Békés vármegyéből). Az egyházmegye katolikusainak többségét adó magyarok mellett román, sváb, cseh, bolgár, horvát és szlovák hívek is felkeresik. A kegyhely területén, például a gyóntatófolyosón számos fogadalmi kép, a Lourdes-i barlangban márványtáblák köszönik meg Szűz Mária közbenjárását. Ortodoxok is járnak ide imádkozni, elsősorban Szent Antal tisztelete miatt.

## Papjai

### Plébánosok
| Év           | Név              | Megjegyzés                 |
| ------------ | ---------------- | -------------------------- |
| (...)        |                  |                            |
| 2003–(2012)– | Reinholtz András | plébános, kegyhelyigazgató |